# Le Retour de la reine Isabelle d'Arménie
Le Retour de la reine Isabelle d’Arménie, est une peinture réalisée en 1909 par  Vardges Sureniants. Elle  représente la reine Isabelle (Zabel) d’Arménie contrainte d’épouser Héthoum Ier en secondes noces. 

## Contexte historique
Isabelle d’Arménie, de la dynastie des Roupénides, fille du roi Léon II et de Sibylle de Lusignan épouse, en 1221, Philippe d'Antioche qui est exécuté en 1226 après avoir pris des décisions impopulaires, notamment en voulant imposer les usages francs. 
Le 14 mai 1226, elle est contrainte d'épouser Héthoum Ier, le fils de Constantin de Barbaron, qui devient alors roi d'Arménie.